# Sabastian Kimaru Sawe
Sabastian Kimaru Sawe (16 marzo 1995) è un mezzofondista keniota.

## Palmarès
| Anno | Manifestazione           | Sede     | Evento                   | Risultato | Prestazione | Note                  |
| ---- | ------------------------ | -------- | ------------------------ | --------- | ----------- | --------------------- |
| 2023 | Mondiali di cross        | Bathurst | Corsa seniores           | 7º        | 30'04"      |                       |
| 2023 | Mondiali di cross        | Bathurst | A squadre                | Oro       | 22 p.       |                       |
| 2023 | Mondiali corsa su strada | Riga     | Mezza Maratona           | Oro       | 59'10"      | Record dei campionati |
| 2023 | Mondiali corsa su strada | Riga     | Mezza maratona a squadre | Oro       |             |                       |
| 2024 | Mondiali di cross        | Belgrado | Corsa seniores           | 7º        | 28'31"      |                       |
| 2024 | Mondiali di cross        | Belgrado | A squadre                | Oro       | 19 p.       |                       |

## Campionati nazionali
2024
- Oro ai campionati kenioti di corsa campestre

## Altre competizioni internazionali
2022
- Oro al Memorial Van Damme ( Bruxelles), 1 ora - 21250 metri
- Oro alla Roma-Ostia ( Roma) - 58'02"
- 6º alla Mezza maratona di Valencia ( Valencia) - 59'23"

2023
- 5º alla Mezza maratona di Valencia ( Valencia) - 58'29"
- Oro alla Mezza maratona di Berlino ( Berlino) - 59'00"
- Oro alla World 10K Bangalore ( Bangalore) - 27'59"
- Oro alla BOclassic ( Bolzano) - 28'00"

2024
- Oro alla Maratona di Valencia ( Valencia) - 2h02'05"
- Oro alla Mezza maratona di Copenaghen ( Copenaghen) - 58'05"
- Oro alla Mezza maratona di Praga ( Praga) - 58'24"

2025
- Oro alla Maratona di Londra ( Londra) - 2h02'27"